# ジャン＝ポール・アカイェス
ジャン＝ポール・アカイェス（Jean-Paul Akayesu, 1953年 - ）は、ルワンダの元政治家。

## 経歴
1953年、ベルギー領ルアンダ＝ウルンディのタバ・コミューンで生まれる。教師として働いていたが、1991年以降政治活動を行うようになり、民主共和運動（MDR）に所属した。
1993年4月から翌年6月までギタラマ県タバの市長を務め、在職中にルワンダ虐殺に関与したとしてのちにルワンダ国際戦犯法廷（ICTR）にて有罪判決を受けた。
当時アカイェスは市長として行政機能とタバの秩序を維持する責任を負っており、コミューンに配属された警察や憲兵を指揮することができた。彼は県知事の指揮下にあり、人望も厚く、頭脳明晰な人物であった。
1994年4月7日に虐殺が始まると、彼の治めていたタバでは多数のツチが殺害され、その他多くの人々が暴力などの憎悪の対象になった。アカイェスは当初ジェノサイドに反対して地元のツチを保護していたが、4月18日に暫定政府当局者と会談をした後はむしろ自ら殺害を監督し、他のフツに殺害リストを渡してツチの捜索を行なった。
その後1995年10月にザンビアで逮捕され、ルワンダ国際戦犯法廷（ICTR）に引き渡された。

## 裁判
ソーシャルワーカーをしていたゴデリエーヴ・ムカサラシに国連から声がかかり、アカイェス事件の証言者探しが行われた。彼女は夫と娘を殺されながらも4人の証言者を見つけ、その業績によって国際勇気ある女性賞を受賞した。
アカイェスに対する罪状はジェノサイド、人道に対する罪など15件に及び、その中には虐殺下でのレイプも含まれていた。主任検察官はアメリカの弁護士ピエール＝リチャード・プロスパーが務めた。対して弁護団はアカイェスが虐殺に加担しておらず、それを止める力も持っていなかったと主張した。
この抗弁にもかかわらず、ICTRは、ジェノサイド、多数の人道に対する罪、ジェノサイドを行うための直接的かつ公的な扇動など9件の訴因について有罪となったが、ジェノサイドへの加担、ジュネーブ諸条約第3条（戦争犯罪）、同第二追加議定書の第4条2項（e）については無罪となった。これは、ジェノサイド条約が初めて施行され、その際、ジェノサイドという犯罪の精神的要素とジュネーブ条約違反における精神的要素を明確に区別したという点で注目された。ジェノサイドは、被告人を武力紛争の範囲外に置く特定の意図の犯罪であることを明確にしたのである。1998年9月2日、アカイェスは無期懲役の判決を受けた。
アカイェスの弁護を担当したのは、カナダの弁護士ジョン・フィルポットであり、彼の兄はケベック党所属の政治家で作家のロビン・フィルポットだった。このことは2007年ケベック州総選挙の際、ロビンの著書から大量虐殺の規模を否定するような記述が多く見られたことが注目されて明らかとなった。
アカイェスは2001年12月にマリで収監されたが、その後2020年12月にベナンへ移送されている。